# Lijst van burgemeesters van Reykjavik

Wapen van Reykjavik

Het ambt van burgemeester van Reykjavik (IJslands: Borgarstjóri Reykjavíkur) is gecreëerd in 1907. De burgemeester wordt door de gemeenteraad van Reykjavik uit hun midden benoemd.
De huidige burgemeester is Dagur B. Eggertsson van de Alliantie en is gekozen in 2014.

## Lijst van burgemeesters
| Ambtsperiode | Naam                              | Partij of stroming       |
| ------------ | --------------------------------- | ------------------------ |
| 1908-1914    | Páll Einarsson                    |                          |
| 1914-1932    | Knud Zimsen                       |                          |
| 1932-1935    | Jón Þorláksson                    | Onafhankelijkheidspartij |
| 1935-1940    | Pétur Halldórsson                 | Onafhankelijkheidspartij |
| 1940-1947    | Bjarni Benediktsson               | Onafhankelijkheidspartij |
| 1947-1959    | Gunnar Thoroddsen                 | Onafhankelijkheidspartij |
| 1959-1960    | Geir Hallgrímsson en Auður Auðuns | Onafhankelijkheidspartij |
| 1960-1972    | Geir Hallgrímsson                 | Onafhankelijkheidspartij |
| 1972-1978    | Birgir Ísleifur Gunnarsson        | Onafhankelijkheidspartij |
| 1978-1982    | Egill Skúli Ingibergsson          | Onafhankelijkheidspartij |
| 1982-1991    | Davíð Oddsson                     | Onafhankelijkheidspartij |
| 1991-1994    | Markús Örn Antonsson              | Onafhankelijkheidspartij |
| 1994-1994    | Árni Sigfússon                    | Onafhankelijkheidspartij |
| 1994-2003    | Ingibjörg Sólrún Gísladóttir      | De Reykjavik Alliantie   |
| 2003-2004    | Þórólfur Árnason                  | Onafhankelijk            |
| 2004-2006    | Steinunn Valdís Óskarsdóttir      | Alliantie                |
| 2006-2007    | Vilhjálmur Þ. Vilhjálmsson        | Onafhankelijkheidspartij |
| 2007-2008    | Dagur B. Eggertsson               | Alliantie                |
| 2008-2008    | Ólafur F. Magnússon               | Liberale Partij          |
| 2008-2010    | Hanna Birna Kristjánsdóttir       | Onafhankelijkheidspartij |
| 2010-2014    | Jón Gnarr                         | Beste Partij             |
| 2014-heden   | Dagur B. Eggertsson               | Alliantie                |